# Josef Bican
Josef Bican (ur. 25 września 1913 w Wiedniu, zm. 12 grudnia 2001 w Pradze) – austriacko-czeski piłkarz występujący na pozycji napastnika, reprezentant Austrii (1933–1936) i Czechosłowacji (1938–1949), trener piłkarski.

## Kariera klubowa
Josef Bican jest uznawany za jednego z najlepszych piłkarzy w historii. Swoją bogatą karierę rozpoczął w 1928 roku w austriackim klubie Schustek, skąd w 1931 roku przeszedł na krótko do innego austriackiego klubu Farbenlutz. Jeszcze w tym samym roku stał się piłkarzem znanego Rapidu Wiedeń, z którym zdobył mistrzostwo Austrii w 1935 roku. W latach 1935–1937 występował w lokalnym rywalu Rapidu, Admirze Wiedeń, z którą zdobył Puchar Austrii w 1936. W latach 1937–1949 grał w czechosłowackiej Slavii Praga, zdobywając z nią w 1938 roku Puchar Mitropa, trzy mistrzostwa Czechosłowacji (1937, 1947, 1948) oraz mistrzostwo Czech i Moraw (1940, 1941, 1942, 1943).
Swoją życiową formę osiągnął w latach II wojny światowej. Hitlerowi bardzo zależało, aby podpisał niemiecką listę narodowościową (zwłaszcza że w domu mówiło się najczęściej po niemiecku), jednak Bican odmówił. Po wojnie ubiegały się o niego włoskie kluby piłkarskie, oferując 6 mln koron, on jednak wolał zostać w Slavii.
W latach 1949–1952 występował w klubie SK VŽ Vítkovice, a w latach 1952–1953 był piłkarzem dzisiejszego FC Hradec Králové, by powrócić do Slavii Praga (1953–1955). Łącznie zdobył 643 ligowe gole (218 w lidze czechosłowackiej i 232 w lidze czesko-morawskiej).

## Kariera reprezentacyjna
Razem z reprezentacją Austrii wystąpił na mistrzostwach świata 1934, rozgrywając 4 mecze i zdobywając 1 bramkę. Łącznie w reprezentacji rozegrał 19 meczów i zdobył 14 bramek. Był królem strzelców ligi austriackiej (1934), czechosłowackiej (1938, 1946, 1947, 1950), a w czasie wojny ligi czesko-morawskiej (1939, 1940, 1941, 1942, 1943, 1944). W reprezentacji Czechosłowacji rozegrał 14 meczów i zdobył 12 bramek.

## Sukcesy

### Zespołowe
Rapid Wiedeń
- Mistrzostwo Austrii: 1933/1934

Admira Wiedeń
- Mistrzostwo Austrii: 1935/36, 1936/37

Slavia Praga
- mistrzostwo Czechosłowacji: 1939/40, 1940/41, 1941/42, 1942/43, 1946/47, 1947/48
- Puchar Czechosłowacji: 1940/41, 1941/42
- Puchar Mitropa: 1938

### Indywidualne
- król strzelców I. Ligi: 1933/34 (28 goli)[1]
- król strzelców 1. ligi czechosłowackiej: 1937/38 (22 gole), 1938/39 (29 goli), 1939/40 (50 goli), 1940/41 (38 goli), 1941/42 (45 goli), 1942/43 (39 goli), 1943/44 (57 goli), 1945/46 (31 goli), 1946/47 (43 gole), 1950 (22 gole)
- król strzelców 2. ligi czechosłowackiej: 1949 (21 goli), 1952 (53 gole)